# Герб Шатуры
Герб Шатуры — официальный символ города Шатуры, Московской области.
Герб утвержден решением Совета депутатов городского поселения Шатура от 28.07.2022 № 7/37 и внесён в Государственный геральдический регистр Российской Федерации под номером 14014.

## Описание герба
«В зелёном поле над оконечностью, пересеченной мурованным золотом и лазурью, летящий вправо и вверх с воздетыми крыльями золотой журавль, сопровождаемый выходящим в правом нижнем углу пламенеющим солнцем (без изображения лица) того же металла».
Герб городского поселения Шатура может воспроизводиться с левой вольной частью в соответствии со ст. 10 Закона Московской области № 183/2005-ОЗ "О гербе Московской области".

## Обоснование символики
В основе композиции герба городского поселения Шатура использован герб Шатурского муниципального района, первоначально созданный для единого муниципального образования "Шатурский район", в состав которого входил город Шатура, а сейчас являющийся центром Шатурского муниципального района.
Расположение на восточной границе Московской области отражено золотым восходящим солнцем.
Восходящее солнце — символ созидательной силы, аллегорически говорит о том, что жители Шатурского района первыми в Московской области встречают восход солнца, а значит, и наступление нового дня.
Солнце — символ источник тепла, мира и согласия. Солнце в гербе городского поселения указывает Шатурскую электростанцию, строительство которой в 1919 году включило Шатуру в реализацию всесоюзного (РСФСР) проекта ГОЭЛРО.
Журавль — символ бдительности и преданности, олицетворяет жизненную силу, дух и чистое сознание, передает изумительную по красоте природу Шатурского края. Кроме того, журавль, взмывающий в небо, означает стремление к совершенству, в будущее.
Голубая оконечность аллегорически показывает многочисленные озера района.
Зелёное поле и голубая оконечность повторяет основные цвета герба Шатурского муниципального района, что символизирует общность территории и единство городского поселения и муниципального района.
Символика золотой мурованной полосы многозначна:
- кладка из золотых брусков аллегорически символизирует добычу торфа как основу возникновения и развития всего города.
- мурованная полоса — аллегория города Шатуры как фундамента Шатурского муниципального района. Именно в городе был заложен промышленный потенциал района, здесь сконцентрированы предприятия, работает электростанция.
- мурованная полоса — как образ крепостной стены, традиционно окружавшей города, подчеркивает, что Шатура с 1936 года получила городской статус.
Золото — символ богатства, стабильности, уважения и интеллекта, жизненной энергии.
Голубой цвет — символ чести, истины, духовности, добродетели и чистого неба.
Зелёный — цвет природы, дополняет символику герба и означает достаток, процветание, стабильность.